# 少女セクト
『少女セクト』（しょうじょセクト）は、玄鉄絢作の漫画作品。成人向け漫画雑誌『コミックメガストア』2003年8月号から2005年8月号まで隔月で掲載された。

## 作品概要
女子校を舞台に、女の子同士で真剣に愛し合う少女達の姿を描いている。また、番外編である『デイ・アフター・少女セクト』が2005年11月号に掲載された。単行本はコアマガジンから全2巻で発行。なお、掲載されたのは成人向け漫画雑誌だったが、単行本は成年コミック指定を受けていない。描き下ろしとして、登場人物や持ち物などの設定、2巻には4コマ漫画、最終回の数年後の物語、思信と桃子の出会いの物語などがある。2巻には販売店によってはメッセージペーパーが付いており、描き下ろし漫画で新登場したキャラクターの設定が書かれている。
繊細な描線の丁寧な作画と登場人物達の粋なセリフ回しが特徴。2巻はamazon.co.jpの書籍部門で売上2位にランクインするヒット作となった。
籠目女子学校には中等部と高等部があるが、物語の舞台はほとんど高等部。学園祭のシーンに中等部の生徒が登場する。高等部と中等部の制服は大きく異なり、高等部は白のブラウスにチェックのスカート、中等部は黒のワンピース。ちなみに高等部の制服も各話ごとに全て異なっているが、思信・麒麟・まーやの3人は校内でも独自の服装をしている。主従関係成立以前の思信・麒麟は制服であり、まーやも召使い化にともなって制服から私服に変わっているため、私服はハーレム構成員の証である模様。思信の実家出戻りでハーレムが解体された後は、思信・麒麟も制服に戻っている。ただし、思信の実家で召使いを続けるまーやのみ私服のまま。
なお、学生寮である桜木寮が横浜市郊外にあるという設定になっている。
2007年には、スピンオフ作品「五十鈴のカウンター」が『コミックホットミルク』にて全3回連載された。（本項で後述）

## ストーリー
良家の子女が集う籠目女子学校の風紀委員会に所属する内藤桃子は、明るく面倒見が良い優等生。女子校にありがちな女の子同士の恋愛にも彼女は全く偏見を持たないため、陰ながらカップルの成立を手伝ってしまうことも多い。そんな彼女はやがて、学校一のプレイガール・藩田思信を意識するようになる。美少女と見るや見境なく手を出す思信に呆れて苦言を呈する一方、桃子は時折、思信が発する鋭い一言に考えさせられるのであった。
ある日、桃子は思信とその崇拝者達が住む家にプリントを届けるが、そこで思信から愛の告白をされてしまう。逃げるように思信の元から去る桃子。桃子もまた思信に惹かれていたが、まだ自分の気持ちに整理が付かず思い悩むばかりか、親しく接してきた担任の女性教諭・隼砥教子と関係を持ってしまう。しかし、教子は病気のために桃子の元から去っていく。
心の拠り所を失い、一人傷心のまま取り残された桃子の中で、思信に対する思いは次第に募っていく。そして、桃子は意外な形で自分の思信に対する思いの強さを実感することになる。

## 登場人物

### 主要人物
内藤 桃子（ないとう ももこ）
籠目女子学校風紀委員。母子家庭の出身だが、母は会社社長なので、経済的には恵まれている。真面目な性格で、人当たりが良く、頭の回転も速いが、喧嘩っ早い。女の子同士の恋愛にも偏見を持っていない。そのため、校内には桃子のファンは多い。自分とは対照的に子どもっぽい性格の教子との付き合いが深まるが、思信にはどこか警戒気味。シニヨンヘアーがトレードマーク。見掛けによらずかなりの大食いであるが味にはうるさい。料理とベースギターが得意。寮生活で桃子以外の寮生はみな3年生。寮の先輩からは「内藤ちゃん」と呼ばれている。
社会人になってからの愛車はホンダ・インテグラ。身長164センチメートル。第一話の時点で高等部2年生（第十一話は1年前、第十三話は1年後となる。Extra chapterIIは6年後）。
藩田 思信（はんだ しのぶ）
桃子の同級生。「来るものは拒まず」の性格から、自分を崇拝する美少女達に手当たり次第、手を出しまくっている。本来、奨学金を得ている私生児のための寮となっている家に自分の崇拝者と共に住み、一種のハーレムを形成している。
以前は品行方正を絵に描いたような生徒だったらしいが、11話の麒麟とのエピソードがきっかけとなり今のような素行となった模様。
貧乳にコンプレックスを持っている。麒麟との会話でAAAカップブラに言及するが、作画を見る限りそこまでの無乳ではない（AカップもしくはギリギリBカップに近い）。桃子に初めて胸を触られるシーンでは（何故か校内のロッカーに置いてある）洗濯板がアップとなる。
尊大で余裕があるように振舞っているが、本来は繊細な性格で、不断の注意力で慎重に生きている。身長169センチメートル。第一話の時点で高等部2年生。
諏訪部 麒麟（すわべ きりん）
思信の同級生で側近。思信の崇拝者であり、良き理解者でもあり、恋人でもある。思信の召使のような振る舞いもしている。秀才で学校の成績は抜群。肌が黒く、趣味で額にビンディを着けているためインド人に見えるが、生粋の日本人。身長167センチメートル。第一話の時点で高等部2年生。思信と桃子の件の事件以降は髪を切っている。
燕条寺 真弥（えんじょうじ まや）
思信の同級生で側近。思信が寝ている時にキスしたことをゆすられて彼女の召使となり、同棲することになる。かなり後まで思信との関係は続いた模様。愛称まーや。身長162センチメートル。第一話の時点で高等部2年生。
吉岡 柴（よしおか まつり）
麒麟の後輩で同寮生。真面目で健気で良妻気質。麒麟に対しては甘えん坊で構ってもらうべく、色々と困らせていた。
7話で麒麟と一線を越えた後は麒麟の所有物的存在となり、思信たちのグループの一員となる。身長150センチメートル。第一話の時点で中等部3年生である模様（幼く見えるが、第十三話で思信、麒麟らと同じ制服のため）。
隼砥 教子（はやと きょうこ）
桃子の担任でのち恋人。担当教科は数学。小さい時に、近所の年上の女性に誘われて肉体関係を持ったことが原因で、同性しか愛せなくなる。かなり子どもっぽい性格で、対照的にしっかり者の桃子と交際するが、病気のため入院。愛車はマツダ・RX-8。身長174センチメートル。第一話の時点で27歳。
大神 小百合（おおかみ さゆり）
思信の先輩。思信を手に入れようと卑劣な策略を巡らす（時にはストーカーとも思える行動で彼女を監視している）。よってくる美少女を拒まない思信も、彼女だけは苦手だったようである。出番は少ないが、ストーリー展開上非常に重要な役割を果たしている。その少ない出番の最後はこの作品としてはかなりショッキングな（アニメではそれほどでもない）シーンとなる。身長170センチメートル。第一話の時点で高等部3年生。

### 籠目女学校生徒
鷹代 紅緒（たかしろ べにお）
桃子の先輩で同じ寮。メガネをかけ、長髪。1メートル近くある巨大なぬいぐるみの眠りライオンがお気に入りで、いつも持ち歩く。身長148センチメートル。第一話の時点で高等部3年生。
石動 菖蒲（いするぎ あやめ）
紅緒の二つ下の幼馴染。マイペースで人付き合いが悪い。身長158センチメートル。第一話の時点で高等部1年生。
狛井 千鶴（こまい ちずる）
桃子と同級生で友人。髪型がポニーテール。桃子に恋愛相談するために寮にまで押しかけた。寮は姉と同室で、姉のことが好き。見ることが専門の舞台研究会に所属しており、脚本家志望。身長157センチメートル。第一話の時点で高等部2年生。
狛井 時雨（こまい しぐれ）
千鶴の姉。小さい頃から千鶴が好きで、彼女の気持ちを確かめるために一芝居打つ。身長164センチメートル。第一話の時点で高等部3年生。
弓梢 朋衣（ゆはず ともい）
転校生で、桃子達と同じクラス。当初は被服部に入部希望だったが、鷲見に誘われて養蓄部へ入部。入部後は首輪をしている。身長143センチメートル。第一話の時点で高等部2年生。
鷲見 雛（すみ すう）
養蓄部部長。面食いで、多くの下級生をペットにしている。朋衣を養蓄部に誘う。身長168センチメートル。第一話の時点で高等部3年生。
犬吠崎 雪華（いぬぼうさき せつか）
桃子の先輩で同じ寮。怪力の持ち主であり、脚立を片手で放り投げるほど。旦蕗が好きで何度も告白するが、断られている。身長152センチメートル。第一話の時点で高等部3年生。
鳰 旦蕗（にお あさふき）
桃子と同じ寮で雪華と同級生。桃子のことが好きだが、告白できずにいる。自分を磨くことにはあまり興味がなく、雪華曰く爪が汚い。身長170センチメートル。第一話の時点で高等部3年生。
葦切 詩乃（よしきり うたの）
桃子達と同じクラス。喋ることはなく、ジェスチャーだけで生活する。身長156センチメートル。第一話の時点で高等部2年生。実は人間ではないとも取れる描写がされている。
甲斐 盟絵（かい ちかえ）
桃子達と同じクラス。メガネをかけ、髪をリボンで巻いている。詩乃とはルームメイトでいつも一緒にいる。彼女のためだけに行動し、話さない彼女の通訳のような役割もこなす。身長169センチメートル。第一話の時点で高等部2年生。
佃嶋 鳩子（つくだじま はとこ）
桃子の後輩。軽音楽研究会に所属、担当はドラム。秋と紀によくからかわれる。以前は吹奏楽部に所属しており、そのときの後輩には彼女のファンが多い。愛想が良く、あまり面識のない桃子のおでこにキスするなど、人懐っこい性格。身長158センチメートル。第一話の時点で高等部1年生。
笠置 秋、笠置 紀（かさぎ あき、かさぎ のり）
鳩子の後輩。一卵性双生児のため、容貌は全く同じ。その上、髪型も同じにしているので区別が付かない。親と離れるために寮へと移り住む。共に身長151センチメートル。第一話の時点で中等部生徒だが、学年は不明。鳩子との関係からみて1年生ではない模様。

### その他
湯瀬 花織（ゆぜ かおり）
桃子の転校先のクラスメイト。スタイルが良いことを隠すため、三つ編みにメガネと地味な格好をしている。好きな食べ物は焼き鳥。
持田 苑子（もちだ そのこ）
花織とは幼馴染で、彼女と同じ学校。花織の事が好きだが、言い出せずにいた。髪を編みこんでおり、毎朝30分かかる。
小林（こばやし）
名前は不明。思信が入社した化粧品会社の企画四課の課長でボス。ジャージやカーディガンなどのラフな格好をいつもしている。思信に甘く、アメ担当。
藤岡（ふじおか）
名前は不明。企画四課の課長補佐。体育会系で厳しく、ムチ担当。スカーフとデニムをいつも身に付けている。柔道で鍛えた握力は、胡桃の殻を握り潰せるほど強い。自転車で通勤している。課長からは「ふーちゃん」と呼ばれている。
佐々木（ささき）
名前は不明。企画四課所属で藤岡とは同期。夏でもレザージャケットを持ち歩く。
宮内（みやうち）
名前は不明。企画四課所属で藤岡の大学の後輩。端からは恍けているように見られるが、本人はいつも真剣。渉外担当であり、山口（やまぐち）というアシスタントがいる。
速水（はやみ）
名前は不明。企画四課所属。動きやすい服装を好み、髪を整髪料で固めている。趣味はスキューバダイビング。
岡崎（おかざき）
名前は不明。企画四課所属。南米育ちの帰国子女。いつもワンピースを着てくる。宮内とは顔見知りらしい。

## 「まとめ版」
単行本発売から10年の節目に刊行された廉価版（所謂コンビニコミック）。基本的に雑誌掲載当時のままを1・2巻合して収録し（ただしカラーページはグレースケールに変更）、単行本で追加されたページや描き下ろし漫画は含まないが、新規に描き下ろされたまーやの後日談「Extra Chapter III」（「II」と同時期）が収録される。

## 書誌情報
- 玄鉄絢 『少女セクト』 コアマガジン〈メガストアコミックス〉、全2巻
  1. 2005年9月2日初版第1刷発行（2005年8月19日発売）、ISBN 978-4-87734-882-3
  2. 2006年5月3日初版第1刷発行（2006年4月19日発売）、ISBN 978-4-87734-979-0
- 玄鉄絢『少女セクト〈まとめ版〉』コアマガジン（コアコミックスNo.430）、2015年12月14日初版第1刷発行（2015年11月14日発売）、ISBN 978-4-86436-850-6

## OVA版
2008年、『少女セクト〜Innocent Lovers〜』のタイトルで発売された，GPミュージアムソフトから計3巻発売された。
ストーリーは基本的に、原作のエピソードをなぞっているが、未読者などに配慮して、わかりやすく再構成がなされている。序盤から大神が登場したりするのもそのため。また、原作にはなかった桃子と教子の別れのシーンなどオリジナルのエピソードも追加されている。

### スタッフ
- 監督 - 碧岐龍成
- キャラクターデザイン・総作画監督 - 聖月
- プロデューサー - 村上孝太郎
- アニメーション制作 - アマルコルド
- 製作・発売元 - 少女セクト製作委員会

### キャスト
- 内藤桃子：柚木かなめ
- 藩田思信：北都南
- 諏訪部麒麟：宮下愛
- 燕条寺真弥：波奈束風景
- 吉岡柴：西原亜太留
- 隼砥教子：北条明日香
- 大神小百合：海原エレナ
- 狛井千鶴：山崎かえで
- 狛井時雨：松田理沙
- 佃島鳩子：道草ゆり
- 笠置秋、紀：日向苺
- 篠宮茜：遠野そよぎ

## スピンオフ「五十鈴のカウンター」
可愛い女の子との出会いを求めている五十鈴が、行きつけのバーのマスターから「車内で客をもてなす女性専用のリムジン」「うら若き乙女を取って食う破戒尼僧」などの情報を得て赴くも、結局は出会えないというスピンオフ短編（各8ページ）。『コミックホットミルク』創刊号～Vol.3（2007年）まで、3話が掲載された。「少女セクト」本編キャラクターたちの数年後（Extra chapterIIと同年代）が描かれる。『メバエ』Vol.2（2014年）に「1杯目」「2杯目」が、『ピュア百合アンソロジー ひらり、』Vol.14（2014年）に3話目（話数表示なし）が再掲された後、『イイタさんペイロード』第1巻に収録。

### 登場人物
丹生川 五十鈴（にゅうかわ いすず）
主人公。可愛い女の子と戯れたいものの、チャンスも相手も度胸もない2x歳独身女性。出会いとは縁遠く、バーのマスターに不憫がられる。作品タイトルに名前が採られるものの、ほぼ狂言回しとしての役割しかなく、葵や本編キャラクターと大きく関わらないまま退場する。
賀茂 葵（かも あおい）
もう一人の主人公。小さいながらも会社を経営しており、クレジットカードはブラックカード。普段は女性趣味はないが、酒が入ると記憶が途切れ、女の子に猥褻行為をしてしまう。
マスター
五十鈴が独りで行きつけているバーのマスター。客とは普通に喋るが、五十鈴と話すときは若干女言葉になる。女性との出会いと縁のない五十鈴に「耳寄りな話」を提供し、また「女性限定無礼講day」を催すなどして後押しする。

### 登場する本編キャラクター
- 1杯目：鳩子・秋・紀
- 2杯目：麒麟（・柴）・菖蒲・時雨・千鶴・朋衣
- 3杯目：旦蕗・雪華